# Wilhelm Jensen
Pour les articles homonymes, voir Jensen.
Cet article concerne un écrivain allemand. Pour l'écrivain danois, voir Johannes Vilhelm Jensen.
Wilhelm Jensen est un écrivain allemand né le 15 février 1837 à Heiligenhafen, dans le Holstein, et mort le 24 novembre 1911 à Munich.
Jensen était un écrivain « de son temps », c'est-à-dire que son œuvre très abondante (poésies, nouvelles, romans historiques) a marqué son époque et son pays (l'Allemagne bismarckienne), puis a rapidement été oubliée.
Son nom survit aujourd'hui essentiellement grâce à Sigmund Freud, qui livra en 1906 une étude portant sur sa nouvelle Gradiva, parue trois ans plus tôt : Le délire et les rêves dans la « Gradiva » de W. Jensen constitue la première approche psychanalytique de la littérature.

## Biographie
Wilhelm Jensen est né à Heiligenhafen, dans le duché de Holstein (aujourd'hui dans le Schleswig-Holstein). Il est le fils naturel de Schwen Hans Jensen (de) (1795–1855), maire de Kiel et plus tard administrateur (Landvogt) de l'île dano-germaine de Sylt ; celui-ci était d'ancienne noblesse frisonne. Jensen est aussi le gendre du journaliste et écrivain Johann August Moritz Brühl (1819–1877), le beau-père de l'historien et journaliste Eduard Heyck et le grand-père du poète Hans Heyck.
Après ses études secondaires à Kiel et à Lübeck, Jensen a étudié la médecine à l'université de Kiel, à l'université de Wurtzbourg, à Iéna et à l'université de Breslau (aujourd'hui Wrocław). Il a cependant abandonné la profession médicale pour une carrière littéraire, après avoir pris plusieurs années des cours privés auprès d'hommes de lettres à Munich.
En 1864, il a rencontré sa future épouse Marie Brühl sur l'île de Frauenchiemsee. Ils se sont mariés à Vienne en 1865 et se sont établis à Stuttgart (1865–1869). Jensen y a dirigé un court moment un quotidien, le Schwabische Volkszeitung et y a noué une amitié durable avec l'écrivain Wilhelm Raabe. Les Jensen ont eu six enfants, dont quatre ont survécu. Leur plus jeune fille, Katharina a épousé morganatiquement le prince Ernest de Saxe-Meiningen (1859-1941).

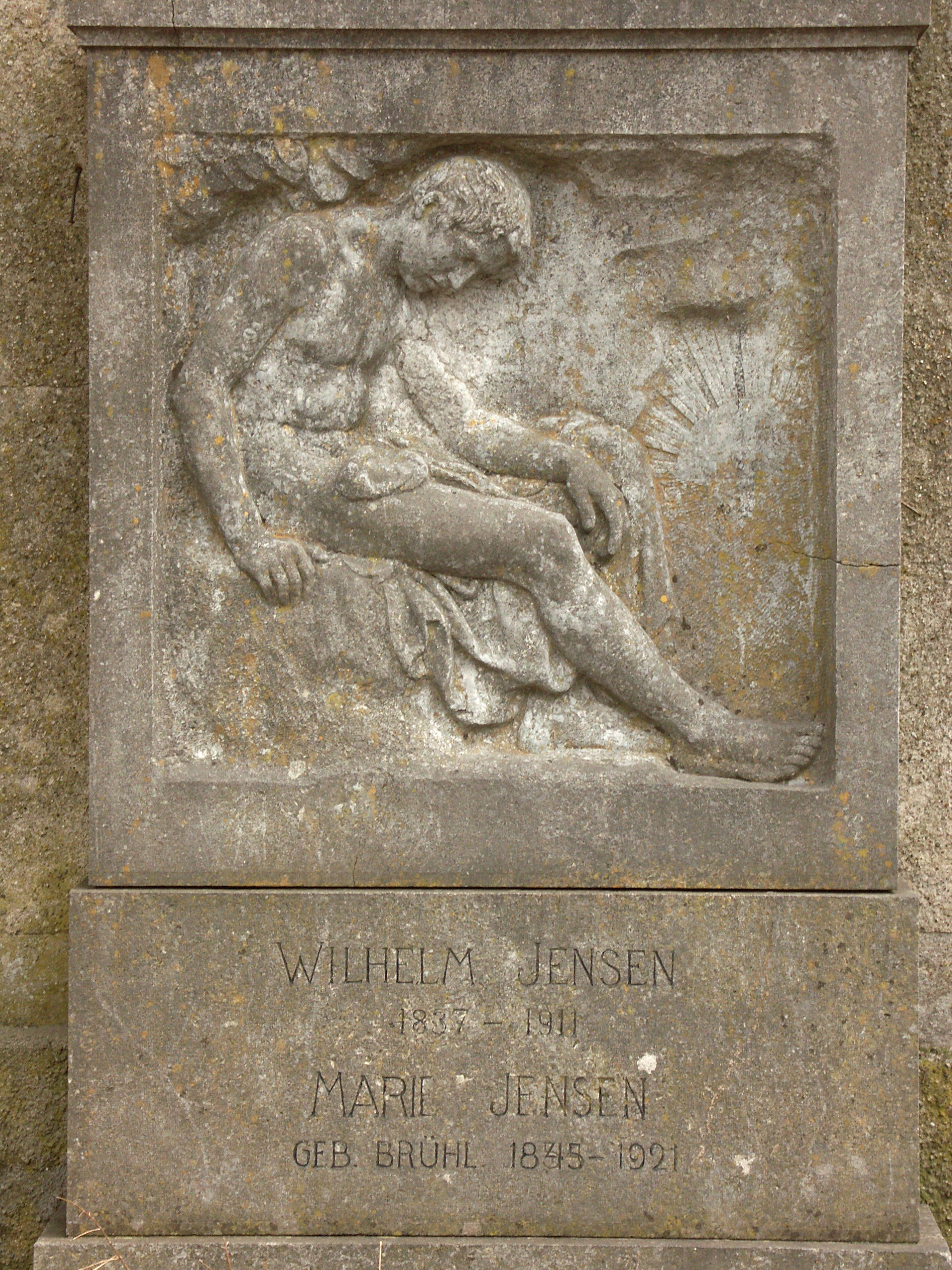
Pierre tombale de Wilhelm et Marie Jensen (bas-relief de Bernhard Bleeker, vers 1912).

Jensen est ensuite devenu rédacteur en chef du Norddeutsche Zeitung à Flensbourg. En 1872, il est revenu à Kiel, puis il a vécu de 1876 à 1888 à Fribourg-en-Brisgau, où il a fait la connaissance du peintre Emil Lugo. Dans cette ville, la famille a été atteinte de la coqueluche, qui a emporté leur deuxième-né. En 1888, les Jensen sont allés s'installer en Bavière, accompagnés par leur ami Lugo. Ils y sont restés jusqu'à leur mort, l'hiver à Munich, et l'été à St. Salvator, près de Prien am Chiemsee, au bord du lac de Chiem. De 1892 à 1901, les Jensen et Lugo ont fait quatre voyages en Italie.
Whilhelm Jensen repose avec sa femme Marie († 1921) sur l'île de Frauenchiemsee, près de leur ami Lugo.

## Œuvres (sélection)
- Magister Timotheus, nouvelle, 1866
- Die Juden von Cölln nouvelle, 1869
- Unter heißerer Sonne, nouvelle, 1869
- Gedichte. Kröner, 1869
- Nordlicht, recueil de nouvelles en 3 tomes, 1872 (dans le tome 1, Karin von Schweden est le livre de Jensen qui a remporté le plus gros succès, avec plus de 260 000 exemplaires)
- Eddystone, nouvelle, 1872
- Sonne und Schatten, roman, 1873 (roman par lettre présentant les mêmes événements selon trois perspectives différentes.)
- Nymphäa. nouvelle, 1874
- Aus wechselnden Tagen, 1874
- Um den Kaiserstuhl: ein Roman aus dem Dreissigjährigen Kriege, 1878 (se déroule à Waldkirch et dans la forteresse de Vieux-Brisach)
- Nach Sonnenuntergang, roman. Berlin: Silvester Frey, 1879
- Die Pfeifer von Dusenbach. Eine romantische Erzählung. Leipzig: Elischer, 1884
- Aus den Tagen der Hansa, trois nouvelles, 1885
- Aus stiller Zeit. recueil de nouvelles en 4 tomes, 1881–1885 (la nouvelle du tome 3 Jugendträume - Rêve de jeunesse - est une évocation de la mort de son amour d'enfance, comme Jensen l'a lui-même expliqué dans une lettre à Freud.)
- Am Ausgang des Reiches, 1886
- Der Schwarzwald, 1890 (livre sur la Forêt-Noire, avec des illustrations d'Emil Lugo et de Wilhelm Hasemann)
- In Zwing und Bann, roman, Dresde, Pierson, 1892
- Hunnenblut - Eine Begebenheit aus dem alten Chiemgau, Leipzig, 1892
- Übermächte 2 nouvelles, 1892 (contenant Der rote Schirm - L'Ombrelle rouge —, évocation mélancolique et autobiographique de son amour d'enfance décédé. Dans ce contexte, Jensen cite à plusieurs reprises Hölderlin. Freud et Jung ont cité spécifiquement cette nouvelle dans leur tentative d'interprétation.)
- Astaroth,  Mentha, Breslau, 1893 (deux nouvelles situées dans l'Allemagne médiévale)
- Aus See und Sand, roman, Leipzig, 1897
- Nacht- und Tagesspuk. 2 nouvelles, 1900 (dont Der verwunschene Garten - Le Jardin enchanté -, qui annonce le motif de Gradiva)
- Heimat, roman, Dresde, Reißner, 1901
- Der Schleier der Maja, Leipzig, 1902
- Der Hohenstaufer Ausgang, histoire et poésie, Dresde et Leipzig, Reißner, 1902
- Gradiva, une fantaisie pompéienne, Dresde et Leipzig, Reißner, 1903
- Vor drei Menschenaltern, un roman sur le Holstein, Dresde, Reißner, 1904
- Die Nachfahren, roman historique. Leipzig, Elischer, 1909
- Deutsche Männer, roman de l'année 1809, Leipzig, Grethlein, 1909
- Fremdlinge unter den Menschen, roman, 1912 (comme dans L'Ombrelle rouge, références multiples à Hölderlin, qui avait ainsi nommé la Lune.)

### Disponibles (au 21 mai 2012)
Outre Gradiva, sont disponibles dans des traductions françaises récentes :
- Dans la maison gothique, Paris, Gallimard, 1999, coll. "Connaissance de l'inconscient".
- L'Ombrelle rouge, Paris, Imago, 2011 (suivie d'un Essai de lecture freudienne, par Jean Bellemin-Noël).

En allemand, outre Gradiva, 14 volumes de Jensen ont été récemment réédités, et 15 volumes, ainsi que quelques poèmes, peuvent être lus sur internet : voir la page http://gutenberg.spiegel.de/autor/305
Il semble que redécouvrir Jensen soit possible, puisque l'on republie certaines de ses œuvres.